# 位相線型空間の圏
数学の一分野、圏論における位相線型空間の圏（いそうせんけいくうかんのけん、英: category of topological vector spaces）TVect（あるいは TVS などとも書く）は、すべての位相線型空間を対象とし、すべての連続線型写像を射とする圏である。これが圏を成すのは、二つの連続線型写像の合成がふたたび連続線型となることによる。
位相体 K を一つ固定して、K 上の位相線型空間が連続 K-線型写像を射としてなす（部分）圏 TVectK を考えることもできる。

## 具体圏として
御多分に漏れず、位相線型空間の圏 TVect は具体圏 である。それはつまり、対象は集合に追加の構造（いまの場合、線型構造と位相）を入れたものであり、射はそれら構造を保つ写像であるということを意味する。すると明らかに、TVect から位相空間の圏 Top, 線型空間の圏 Vect, 集合の圏 Set のそれぞれへの忘却函手があることがわかる。

## 位相圏として
位相線型空間の圏は位相的である。それはつまり、大雑把いえば、位相空間の圏 Top とその台としての集合の圏 Set の関係性とまったく同じ意味で、TVect の台として線型空間の圏 Vect があるということを意味している。より精確に述べれば、
始構造の普遍性一つの K-線型空間 V に対し、位相 K-線型空間の族 (Vi, τi)i∈I と K-線型写像 fi: V → Vi からなる任意の族 ((Vi, τi), fi)i∈I が与えられれば、V 上の線型空間位相 τ が存在して以下を満たす:
任意の位相 K-線型空間 (Z, σ) から K-線型写像 g: Z → V が与えられれば必ず {\displaystyle g\colon (Z,\sigma )\to (V,\tau ):{\text{continuous}}\iff f_{i}\circ g\colon (Z,\sigma )\to (V_{i},\tau _{i}):{\text{continuous}}\quad (\forall i\in I)} が成立する。
このとき位相線型空間 (V, τ) を与えられた条件に関する「始対象」あるいは「始構造」という。
上記の内容において、「線型空間」としているところを「集合」に、「線型写像」としているところを「写像」に全て一斉に置き換えれば、通常の Top における始位相の特徴付けが得られる。これがこの性質を満たす圏を「位相的」と呼ぶことの理由である。
この性質からいくらか帰結が得られる。例えば:
- 「離散」および「密着」対象が存在する。すなわち、位相線型空間が密着であるとは、それが空な族に関する始構造となることを言う。また位相線型空間が離散であるとは、すべての位相線型空間への可能なすべての線型写像全体の成す族に関する始構造となることを言う（この族は真の類を成すが、実は問題ない。すべての類に関して始構造が存在するための必要十分条件は、すべての集合に関して始構造が存在することである）。
- （終位相の類似対応物として同様に定義される）終構造が存在する（が、気にするべきこともある）。始構造の場合には上で述べたように実は V 上で与えられた条件に関する（Top における）通常の始位相となるという性質があったが、終構造の場合には与えられた条件に関して Top における意味で終位相となることは必要でない。例えば、空な族に関する終構造として得られる TVectK の離散対象は、離散位相を備えていない。
- 忘却函手から作られる以下の図式 {\displaystyle {\begin{matrix}\operatorname {\mathbf {Vect} } _{K}&\to &\operatorname {\mathbf {Set} } \\\uparrow &&\uparrow \\\operatorname {\mathbf {TVect} } _{K}&\rightarrow &\operatorname {\mathbf {Top} } \end{matrix}}} が可換であり、忘却函手 VectK → Set が右随伴であることから、忘却函手 TVectK → Top も右随伴である。また、左随伴に関しても同様の可換図式によって同様のことが言えて、その左随伴は「自由位相線型空間」を定めるものとなる。それを陽に書けば、自由位相 K-線型空間とは、自由 K-線型空間に特定の始位相を入れたものである。
- VectK は完備かつ余完備であるから、TVectK もまた完備かつ余完備である[要説明]。